# HPK
HPK (Fins: Hämeenlinnan Pallokerho) is een Finse ijshockeyclub die uitkomt in de SM-liiga. Hun thuisbasis is de Ritari-areena in Hämeenlinna.

## Geschiedenis
In 1929 werd de club opgericht onder de naam Hämeenlinna Jääpalloseura opgericht. Een jaar later werd de huidige naam geregistreerd. De club hield zich vooral bezig met bandy, pesäpallo en voetbal. Na de Tweede Wereldoorlog werd ook een (amateur)ijshockeyploeg gevormd die in 1948 naar de regionale competitie doorstootte. Tegen de jaren 50 werd ijshockey de belangrijkste sport van de club.
In de jaren 70 en 80 domineerde HPK, samen met nog een aantal andere clubs, de I-divisioona, de Finse Tweede Klasse, zonder evenwel naar de hoogste klasse, de SM-liiga, te promoveren. In 1988 won HPK de competitie in de Tweede Klasse en promoveerde het naar de SM-liiga. In 1991 werd HPK derde na de play-offs, en in 1993 verloren ze de finale van TPS.
Hun beste resultaat is echter de winst van de competitie in 2006 door Ässät te verslaan in de finale. In 2010 werden ze tweede, na opnieuw verloren te hebben tegen TPS in de finale.

## Huidige spelers

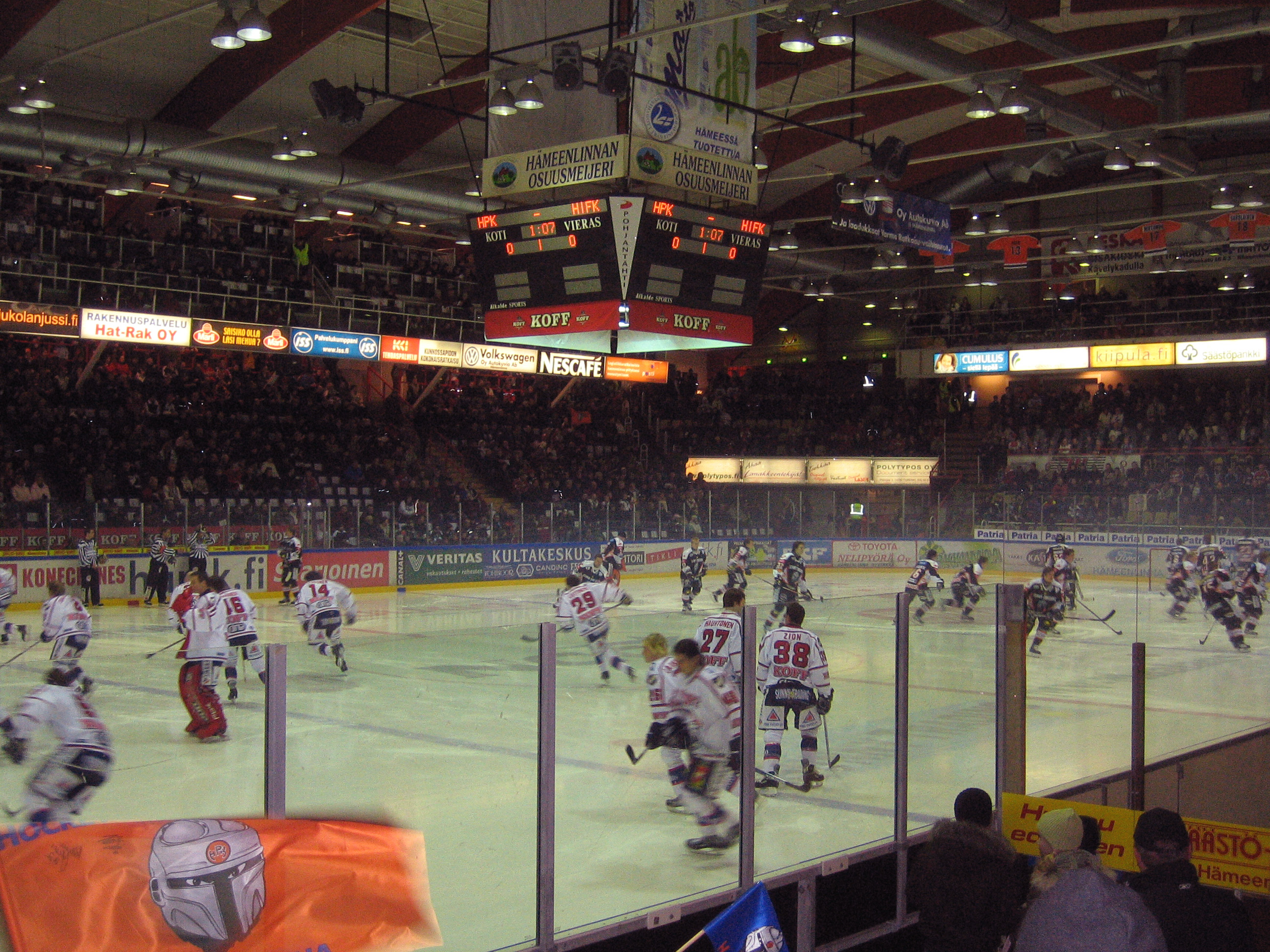
Spelers van HPK en HIFK warmen zich op.

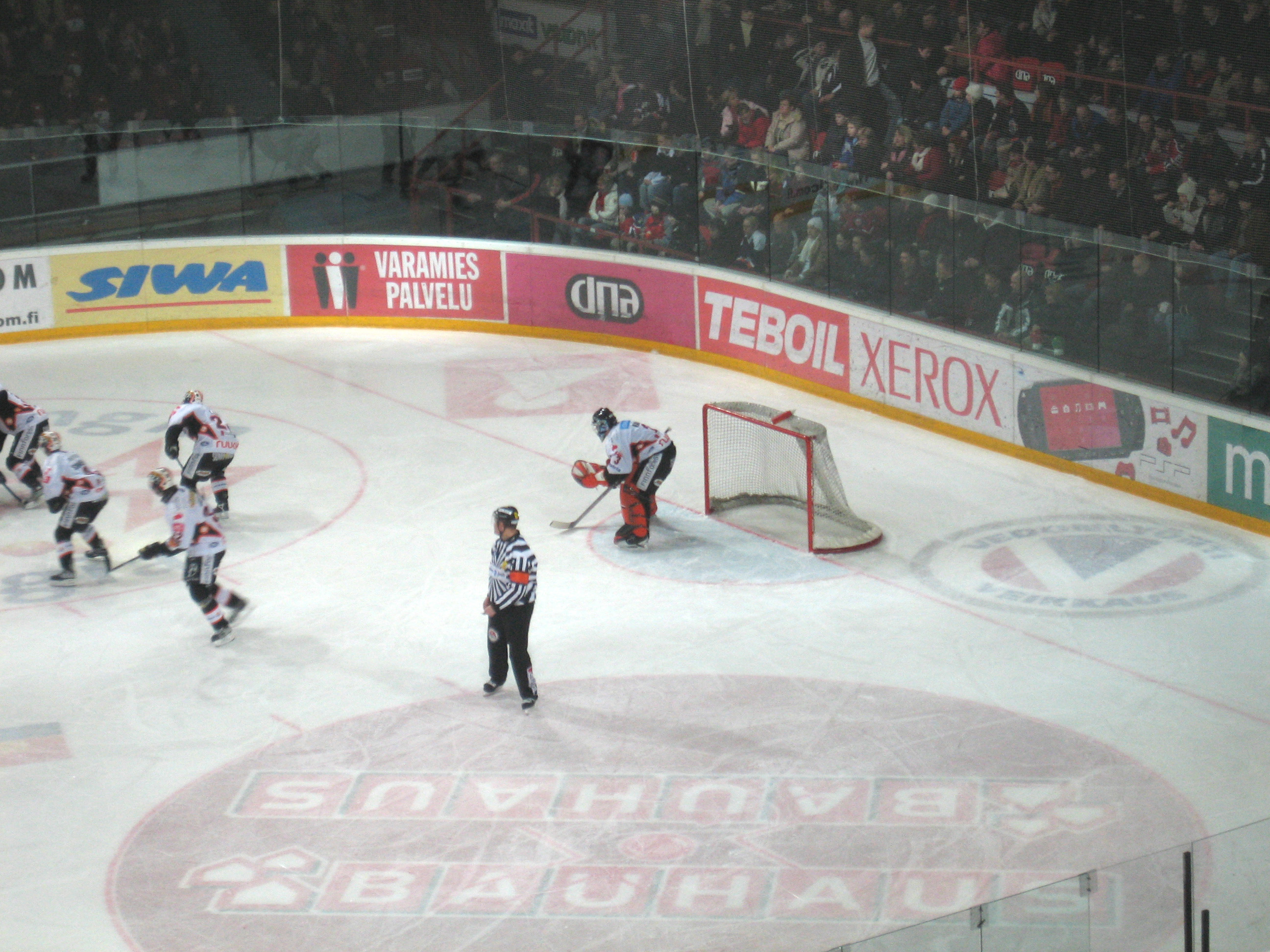
Karri Rämo, een voormalig keeper van HPK, in actie

| Doelverdedigers | Doelverdedigers | Doelverdedigers | Doelverdedigers | Doelverdedigers | Doelverdedigers   | Doelverdedigers |
| Nummer          | Nationaliteit   | Speler          | Vangt met       | Contract tot    | Geboorteplaats    |                 |
| --------------- | --------------- | --------------- | --------------- | --------------- | ----------------- | --------------- |
| 1               | FIN             | Rasmus Rinne    | L               | 2012            | Hyvinkää, Finland |                 |
| 19              | FIN             | Teemu Lassila   | L               | 2011            | Helsinki, Finland |                 |
| 77              | FIN             | Juha Metsola    | L               | 2011            | Tampere, Finland  |                 |

| Verdedigers | Verdedigers   | Verdedigers       | Verdedigers | Verdedigers  | Verdedigers          | Verdedigers |
| Nummer      | Nationaliteit | Speler            | Schiet met  | Contract tot | Geboorteplaats       |             |
| ----------- | ------------- | ----------------- | ----------- | ------------ | -------------------- | ----------- |
| 8           | SWE           | Mathias Porseland | R           | 2011 (2012)  | Göteborg, Zweden     |             |
| 21          | FIN           | Jukka Laamanen    | L           | 2012         | Savonlinna, Finland  |             |
| 25          | FIN           | Santeri Alatalo   | L           | 2011         | Tampere, Finland     |             |
| 34          | FIN           | Joni Haverinen    | L           | 2011         | Vantaa, Finland      |             |
| 36          | FIN           | Marko Tuulola     | L           | 2011         | Hämeenlinna, Finland |             |
| 43          | FIN           | Lauri Kärmeniemi  | R           | 2012         | Hämeenlinna, Finland |             |
| 50          | FIN           | Aleksi Holmberg   | L           | 2011         | Helsinki, Finland    |             |
| 73          | FIN           | Tuukka Mäkelä     | L           | 2012         | Helsinki, Finland    |             |
| X           | FIN           | Ville Hietikko    | R           | 2011         | Hyvinkää, Finland    |             |

| Aanvallers | Aanvallers    | Aanvallers        | Aanvallers | Aanvallers | Aanvallers   | Aanvallers            |
| Nummer     | Nationaliteit | Speler            | Schiet met | Positie    | Contract tot | Geboorteplaats        |
| ---------- | ------------- | ----------------- | ---------- | ---------- | ------------ | --------------------- |
| 9          | FIN           | Jyrki Louhi       | L          | RF         | 2011         | Nurmo, Finland        |
| 10         | FIN           | Antti Roppo       | R          | RF         | 2012         | Tampere, Finland      |
| 12         | LAT           | Armands Bērziņš   | L          | M          | 2011         | Riga, Letland         |
| 14         | FIN           | Miikka Männikkö   | R          | RF         | 2011         | Tampere, Finland      |
| 29         | FIN           | Jaakko Turtiainen | L          | A          | 2011         | Helsinki, Finland     |
| 31         | FIN           | Toni Häppölä      | L          | M          | 2011         | Helsinki, Finland     |
| 39         | FIN           | Ville Viitaluoma  | L          | M          | 2012         | Espoo, Finland        |
| 55         | FIN           | Janne Kolehmainen | L          | RF         | 2012         | Lappeenranta, Finland |
| 61         | FIN           | Joona Karevaara   | R          | LF         | 2011         | Hämeenlinna, Finland  |
| 71         | FIN           | Juuso Puustinen   | R          | RF         | 2012         | Kuopio, Finland       |
| 72         | FIN           | Arsi Piispanen    | R          | M          | 2011         | Jyväskylä, Finland    |
| 80         | FIN           | Tuukka Pulliainen | L          | M          | 2011         | Turku, Finland        |
| 85         | FIN           | Niko Nieminen     | R          | RF         | 2011         | Espoo, Finland        |
| 91         | LAT           | Kaspars Saulietis | R          | RF         | 2011         | Riga, Letland         |